# Haplocarpha pudica
Haplocarpha pudica là một loài thực vật có hoa trong họ Cúc. Loài này được Beauverd mô tả khoa học đầu tiên.